# Publius Cornelius Scipio Nasica
Pour les articles homonymes, voir Scipions et Nasica.
Publius Cornelius Scipio Nasica est un consul de la Rome antique en 191 av. J.-C. Il est le fils de Cnaeus Cornelius Scipio Calvus et le cousin de Scipion l'Africain et de Scipion l'Asiatique. Il a participé à la deuxième guerre punique (218-202 av. J.-C.) et à la troisième guerre macédonienne (171-168 av. J.-C.).

## Biographie
En 204 av. J.-C., Scipio Nasica est désigné pour aller accueillir à Ostie et ramener jusqu'à Rome la Magna Mater, divinité d'origine grecque, et dont la statue avait été transportée depuis Pessinonte, en Asie Mineure, par bateau. Les Livres sibyllins avaient en effet préconisé d'adopter cette déesse et de lui vouer un culte, afin d'aider Rome dans sa guerre contre Carthage. Cornelius Scipion est alors tout jeune homme et n'a encore exercé aucune magistrature.
En 200 av. J.-C., il est nommé triumvir coloniae deducendae avec Caius Terentius Varro et Titus Quinctius Flamininus, afin d'installer de nouveaux colons dans la ville de Vénusie, que la Deuxième guerre punique avait dépeuplée. Il est nommé édile curule en 197 av. J.-C., avec Cnaeus Manlius Vulso pour collègue.
En tant que préteur en Hispanie ultérieure (194 av. J.-C.), il a vaincu les Lusitaniens à Ilipa et en tant que consul a soumis les Boïens.
Cependant, il n'a pas été choisi comme censeur malgré ses candidatures aux élections de 189 et 184, un échec marquant le déclin de l'influence des Scipions à Rome. Il est à nouveau triumvir coloniae deducendae en 181 av. J.-C., avec pour collègues Caius Flaminius et Lucius Manlius Acidinus, afin d'établir une colonie latine à Aquilée. Il apparaît dans une enquête en 171 av. J.-C.